# 京都市立紫竹小学校
京都市立紫竹小学校（きょうとしりつしちくしょうがっこう）は、京都市北区紫竹下園生町26に所在する公立小学校。

## 沿革
（沿革の出典）
- 1941年 - 紫竹国民学校として開校（四学年制）
- 1947年 - 京都市立紫竹小学校と改称
- 1961年 - 新校歌制定（吉井勇作詞 古関裕而作曲）

## 著名な出身者
- 北大路欣也[2] - 俳優